# Psychoda martini
Psychoda martini är en tvåvingeart som beskrevs av Charles L. Hogue 1970. Psychoda martini ingår i släktet Psychoda och familjen fjärilsmyggor.
Artens utbredningsområde är Kenya. Inga underarter finns listade i Catalogue of Life.